# Иммаколата-аль-Тибуртино (титулярная церковь)
Иммаколата-аль-Тибуртино (лат. Titulum Conceptionis Immaculatae Beatae Mariae Virginis ad viam Tiburtinam) — титулярная церковь была создана Папой Павлом VI в 1969 году. Титул принадлежит церкви Иммаколата-аль-Тибуртино, расположенной во квартале Рима Тибуртино, на пьяцца делл’Иммоколата.

## Список кардиналов-священников титулярной церкви Иммаколата-аль-Тибуртино
- Питер Томас Маккифри — (28 апреля 1969 — 18 ноября 1973, до смерти);
  - вакансия (1973—1976);
- Реджинальд Делагарди — (24 мая 1976 — 29 января 1979, до смерти);
- Эрнесто Коррипио-и-Аумада — (30 июня 1979 — 10 апреля 2008, до смерти);
  - вакансия (2008—2010);
- Раймунду Дамасену Ассис — (20 ноября 2010 — по настоящее время).